# Halmstads segelsällskap

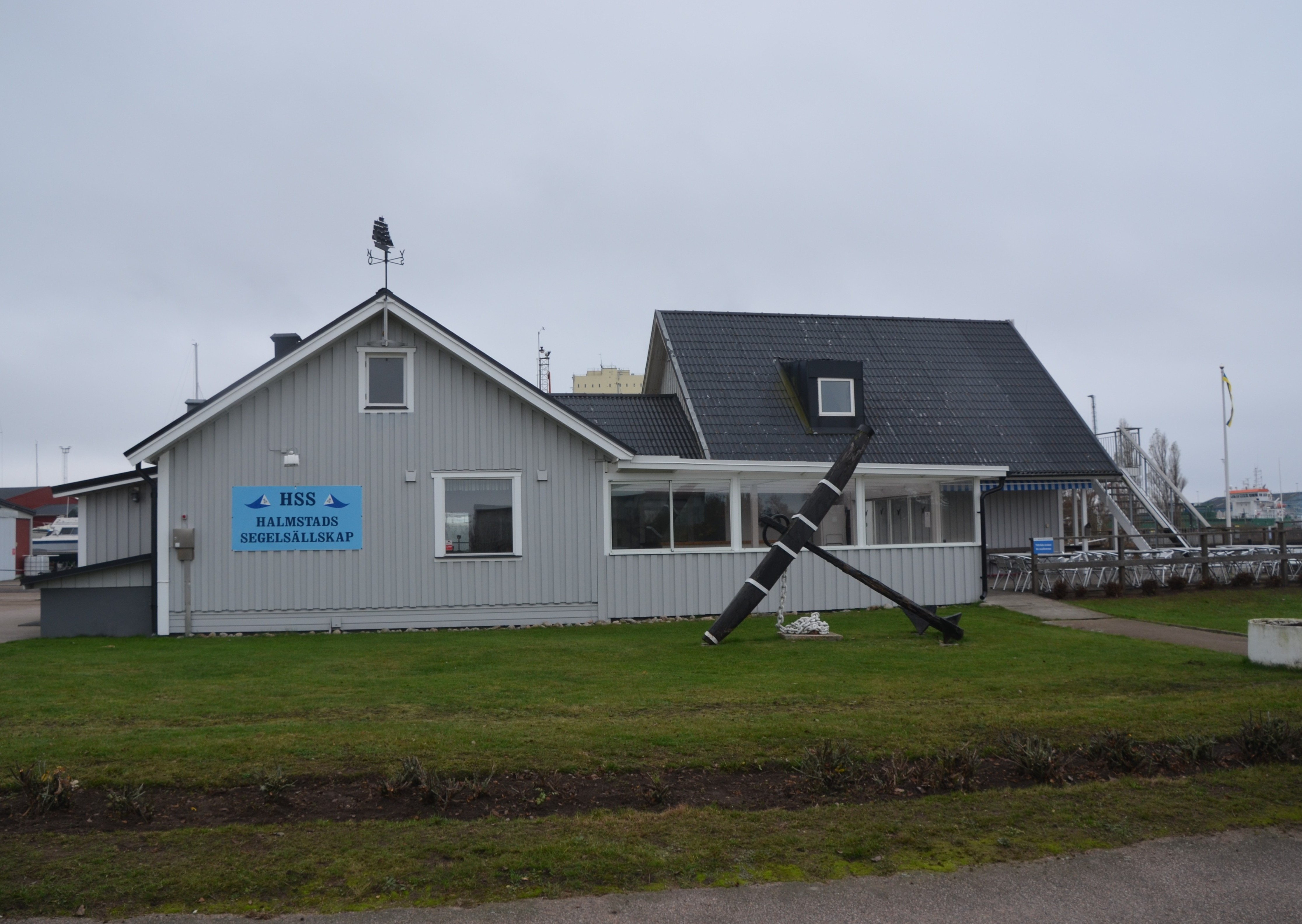
Halmstads segelsällskaps klubbhus

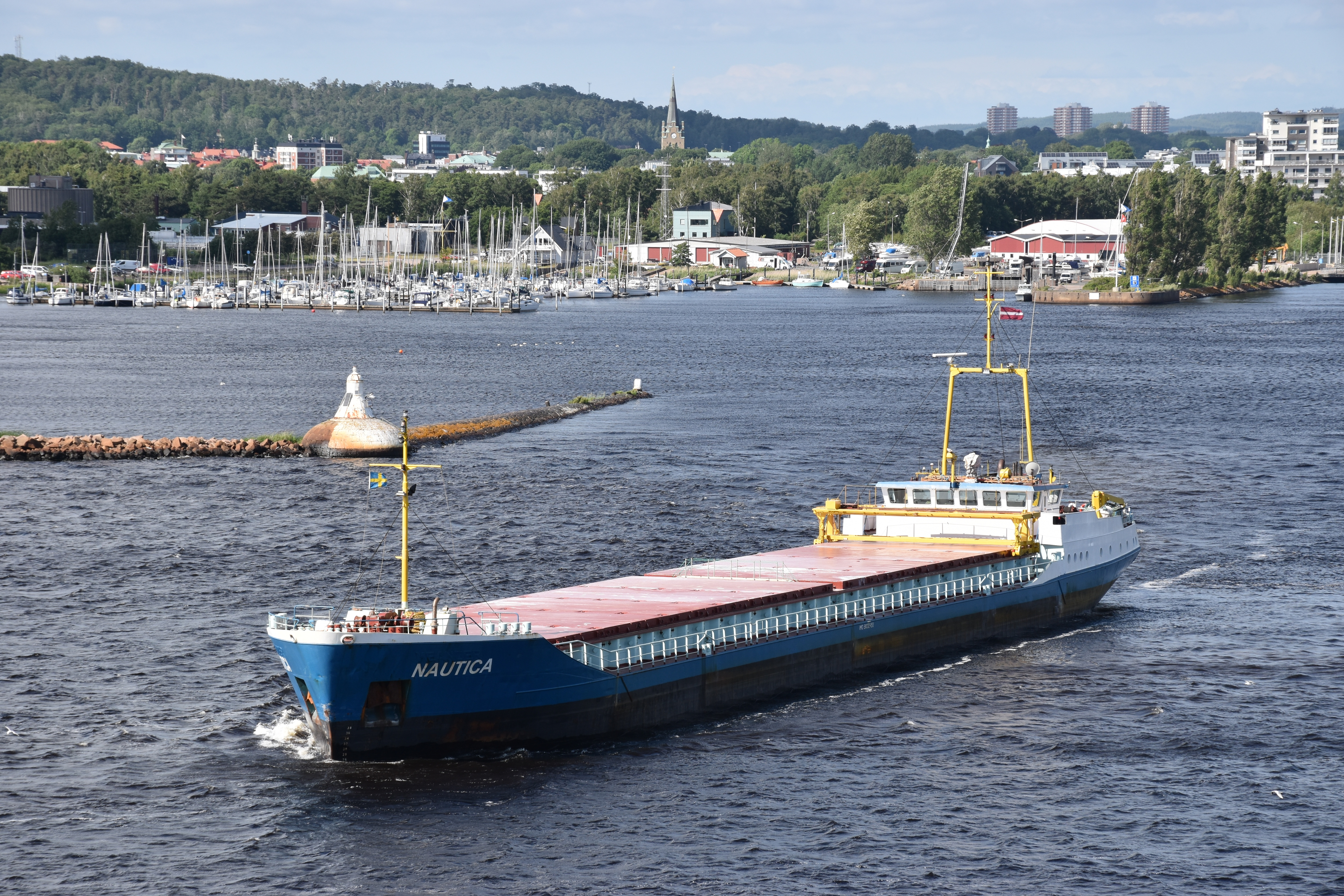
Buklklastfartyget M/S Nautica på utfart från hamnen i Nissan med småbåtshamnenoch segelsällskapets båthus i fonden

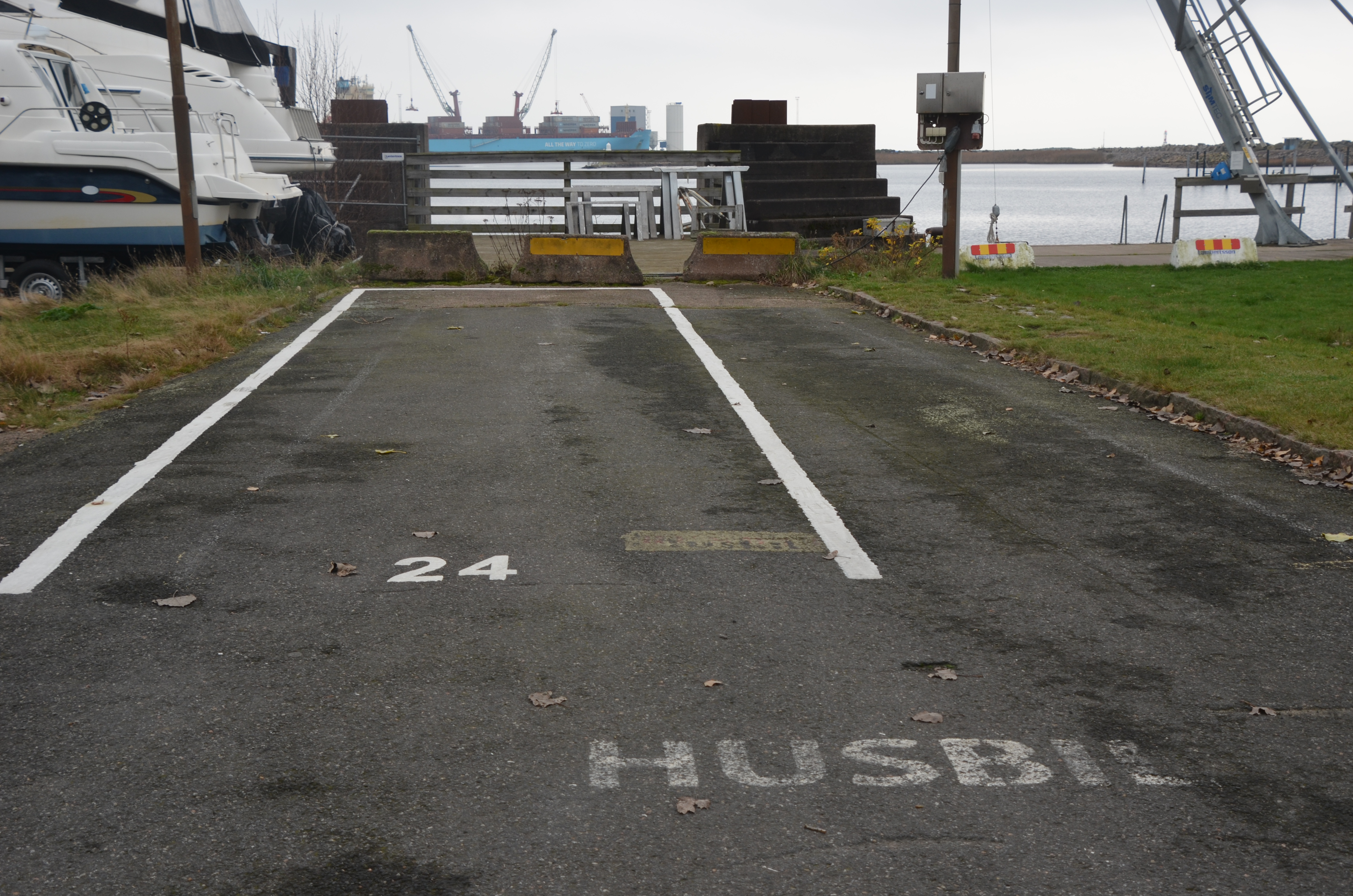
Tidigare på- och avkörningsramp för bilfärjor i Halmstads småbåtshamn, numera ställplats för husbil

Halmstads segelsällskap är en svensk båtklubb i Halmstad. Det bildades 1910 och hade ursprungligen sin klubbhamn och uppläggningsplats vid Dragvägens södra ände, samt klubbhus i närheten av den nuvarande lotsbryggan. År 1953 flyttades verksamheten nedströms till nuvarande Halmstads småbåtshamn vid Nissans mynning, där det finns båthus, pontonbryggor och slip. Klubbhuset flyttades 1957 till nuvarande plats och har sedermera byggts till. 
Segelsällskapet arrenderar mark på omkring 7.000 kvadratmeter som tomträtt. 
Halmstads segelsällskap arrangerar årligen ett antal kappseglingar. Till exempel arrangerades 1985 Laser-VM och 2001 Guldpokalen 2001, en segling i Nordisk Folkbåt för deltagare från Sverige, Danmark och Tyskland.
Prins Bertils stig passerar Halmstads segelsällskaps klubbhus.
På Halmstads segelsällskaps område finns spår av en ramp som användes vid på- och avkörning för färjorna på Lion Ferrys bilfärjelinjer mellan Halmstad och Danmark/Travemünde åren 1960-1966.